# بروس جي. ليندسي
بروس جي. ليندسي (بالإنجليزية: Bruce G. Lindsay)‏ هو إحصائي أمريكي، ولد في 7 مارس 1947، وتوفي في 5 مايو 2015.